# ᵺ
Cette page contient des caractères spéciaux ou non latins. S’ils s’affichent mal (▯, ?, etc.), consultez la page d’aide Unicode.
Le th bouclé ou  th barré obliquement (minuscule : ᵺ) est une lettre additionnelle de l’écriture latine qui est utilisée la notation phonétique utilisée dans certains dictionnaires anglais publiés par Random House.

## Représentations informatiques
Le th barré obliquement peut être représenté avec les caractères Unicode (Extensions phonétiques) suivants :
| formes    | représentations | chaînes de caractères | points de code | descriptions                                 |
| --------- | --------------- | --------------------- | -------------- | -------------------------------------------- |
| minuscule | ᵺ               | ᵺ                     | U+1D7A         | lettre minuscule latine th barré obliquement |